# سرپرست شوگون

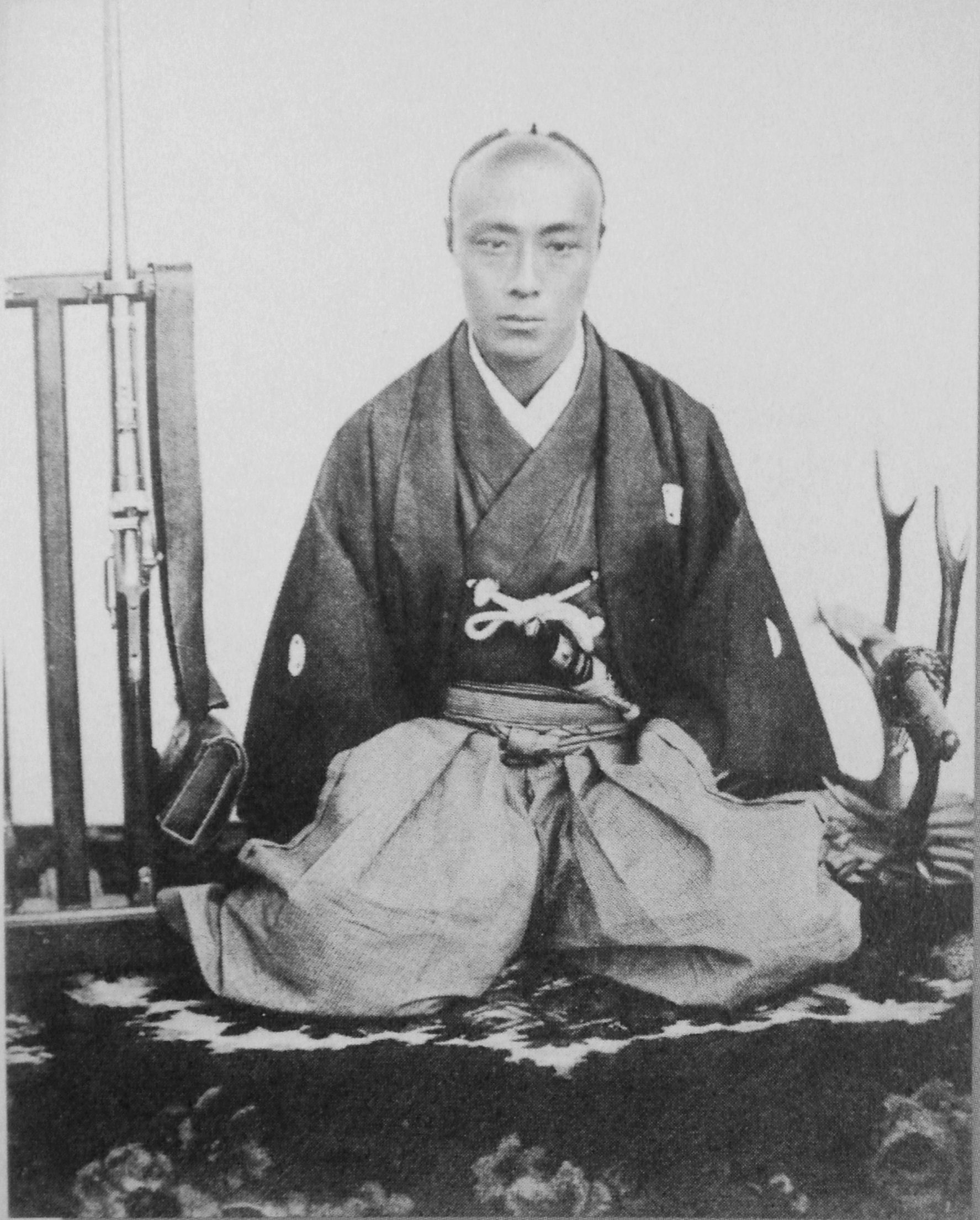
توکوگاوا یوشینوبو

سرپرستی شوگون یا قیمومت شوگون، شوگون کوکن شوکو (به ژاپنی: 将軍後見職 しょうぐんこうけんしょく)، یکی از سه مقام مهم در شوگون‌سالاری ادو در کنار مدیر ارشد اجرائی و ja:政事総裁職 محافظ کیوتو بود.
در سال ۱۸۵۸، توکوگاوا ایه‌موچی جوان به عنوان چهاردهمین شوگون منصوب شد و در اوت همان سال، توکوگاوا یوشیوری از خانواده تایاسو، یکی از سه شاخه گوسانکیو، به دنبال آخرین دستورهای شوگون قبلی، توکوگاوا ایه‌سادا، و رویه‌هایی که توسط شوگون جوان دیگری به نام هوشینا ماسایوکی در زمان شوگون چهارم، توکوگاوا ایه‌تسونا و ماتسودایرا سادانوبو در زمان شوگون یازدهم، توکوگاوا ایه‌ناری، تعیین شده بود، به عنوان شوگون منصوب شد. با این حال، در واقع، این صرفاً یک امر تشریفاتی بود که توسط تایرو (مشاور ارشد)، نائوسوکه ای، پشتیبانی می‌شد و یک مقام رسمی نبود و هیچ قدرت واقعی نیز نداشت.
در ماه مه ۱۸۶۲، جنبشی در دربار امپراتوری آغاز شد که خواستار مجازات جناح طرفدار نائوسوکه ای در شوگون‌سالاری شد و به عنوان بخشی از این پاسخ، یوشی‌یوری، که توسط نائوسوکه ایبه این دلیل که توکوگاوا ایه‌موچی به سن قانونی رسیده است حمایت می‌شد، از سمت خود به عنوان قیم استعفا داد. سپس دربار امپراتوری با صدور فرمانی امپراتوری، توکوگاوا یوشینوبو، عضوی از خانواده هیتوتسوباشی از گوسانکیو (سه شاخه از خاندان توکوگاوا)، را به سمت قیم شوگون، که یک سمت رسمی در شوگون‌سالاری بود، منصوب کرد. در پاسخ، در ژوئیه همان سال، یوشینوبو به سمت تازه تأسیس قیم شوگون، که یک سمت رسمی در شوگون‌سالاری بود، منصوب شد. در مارس ۱۸۶۴، این سمت با انتقال یوشینوبو به سمت فرمانده کل گارد امپراتوری لغو شد.